# Бабанов, Семен Леонтьевич
Семен Леонтьевич Бабанов (укр. Семен Леонтійович Бабанов; 25 августа 1898, Александровск, Российская империя — 17 июня 1969, Киев, УССР) — украинский советский кинематографист, директор кинокартин, кинопродюсер, сценарист. Член Союза кинематографистов УССР.

## Биография
Родился 25 августа 1898 года в Александровске. 
Участник Великой Отечественной войны.
В 1929 - 1942 гг. и 1946 -1959 гг. был сценаристом, директором картин на Киевской киностудии имени Александра Довженко.
Работал с режиссёрами: Игорем Земгано, Виктором Ивченко, Михаилом Капчинским, Павлом Коломойцевым, Тимофеем Левчуком, Леонидом Луковым, Иваном Пырьевым, Анатолием Слесаренко, Исааком Шмаруком, Гнатом Юрой. 
Самые кассовые фильмы, в создании которых он принимал участие - "Судьба Марины", "Звезды на крыльях", "Гори, моя звезда".
Скончался 17 июня 1969 года в Киеве.

## Фильмография
Директор фильмов (продюсер)
- 1958 - "Гори, моя звезда" - 23,6 млн зрителей.[3][4]
- 1958 - "Сватанье на Гончаровке"
- 1956 - "Иван Франко"[5]
- 1955 - "Звезды на крыльях" - 25,5 млн зрителей.[4][6]
- 1954 - "Судьба Марины" - 37,9 млн зрителей.[4]
- * 1952 - "В степях Украины"[2]
- 1937 - "Богатая невеста"
- 1936 - "Я люблю"[2]
- 1933 - "Белая смерть"

Сценарист
- 1933 - "Негр из Шеридана"[2]

Ассистент режиссера
- 1942 - "Александр Пархоменко"[7]